# Котласская епархия
Ко́тласская епархия — епархия Русской православной церкви, объединяющая приходы в южной части Архангельской области (в границах Вельского, Верхнетоемского, Вилегодского, Коношского, Котласского, Красноборского, Ленского, Няндомского, Устьянского и Шенкурского районов). Входит в состав Архангельской митрополии.

## История
Учреждена решением Священного Синода Русской православной церкви 27 декабря 2011 года путём выделения части приходов из Архангельской епархии. Административно включена в состав Архангельской митрополии.
4 октября 2012 года епископом Котласским и Вельским избран игумен Василий (Данилов), клирик Нижегородской епархии.
Епархиальное управление располагается в городе Коряжма.

## Епископы
- Даниил (Доровских) (27 декабря 2011 — 18 ноября 2012) в/у, митрополит Архангельский
- Василий (Данилов) (с 18 ноября 2012)

## Благочиния
Епархия разделена на четыре церковных округа:
- Вельское благочиние
- Котласское благочиние
- Красноборское благочиние
- Няндомское благочиние

По состоянию на январь 2023 года разделена на пять благочиннических округов:
- Вельский
- Коряжемский
- Котласский
- Красноборский
- Няндомский

## Монастыри
В настоящее время в епархии нет действующий монастырей, однако в прошлом на данной территории православные монастыри были:
- Варлаамиев Важский монастырь (мужской; Шенкурский район), упразднён в 1764 году
- Сольвычегодский Введенский монастырь (мужской; Сольвычегодск), закрыт вскоре после революции
- Коряжемский Николаевский монастырь (мужской; Котласский район), закрыт в 1918 году
- Христофорова Богородицкая пустынь (мужской; посёлок Третьячиха, Котласский район) закрыт в 1764 году
- Шенкурский Свято-Троицкий монастырь (женский, одно время мужской; Шенкурск) закрыт в 1924 году
  - Макарьевская Шенкурская пустынь (женская, ранее мужская; Шенкурский район), закрыта после революции.
  - Уздринская пустынь (женская; урочище Уздринская Пустынь, Вельский район) закрыта после революции.